# Columbano Bordalo Pinheiro
Columbano Bordalo Pinheiro ou plus simplement Columbano, né à Lisbonne le 21 novembre 1857 et mort à Lisbonne le 6 novembre 1929, est un peintre portugais. Une de ses œuvres la plus connue est le portrait de Antero de Quental. Son frère aîné Rafael Bordalo Pinheiro est également un artiste graphique reconnu.

## Biographie
Le peintre Columbano Bordalo Pinheiro était fils du peintre romantique Manuel Maria Bordalo Pinheiro.
Maître du réalisme dans la peinture portugaise, il est célèbre pour ses portraits (en particulier celui du poète et philosophe Antero de Quental, fondateur du parti socialiste portugais), portraits caractérisés par une profonde introspection psychologique.
Il était un disciple du peintre Miguel Ângelo Lupi et du sculpteur Simões de Almeida. En 1881 Bordalo Pinheiro - grâce à l'intérêt de Elisa Hensler, comtesse d'Edla et deuxième épouse du roi Ferdinand II du Portugal - obtint une bourse d'études pour un séjour en France, où il put admirer oeuvres des peintres impressionnistes et réalistes, parmi lesquels Gustave Courbet, Édouard Manet et Edgar Degas.
Il était membre, en France, de la Société nationale des beaux-arts.
Il appartenait au Grupo do Leão (Groupe des Lions), qui comprenait des artistes, des écrivains et des intellectuels qui se retrouvaient à Lisbonne, au restaurant Leão de our (Le Lion d'or). Ce groupe comprenait les peintres António Carvalho da Silva Porto, João Marques de Oliveira et José Malhoa. Il a peint les portraits de personnalités de son époque, comme le journaliste et diplomate José Maria Eça de Queirós, le philosophe, poète et politique Teófilo Braga et le journaliste Raul Brandão.
À la naissance de la première République portugaise, en 1911, il dessina le drapeau et de 1914 à 1927 il a été directeur du Musée de l'art moderne de Lisbonne (Musée du Chiado – MNAC). Una partie de ses œuvres est conservée au Museu nacional António Soares dos Reis, de Porto. Dans l'exposition, organisée au Musée Chiado - du 2 décembre 2010 au 27 mars 2011 - pour célébrer le premier centenaire de la République portugaise, étaient présentes des œuvres de Columbano Bordalo Pinheiro.